# Cosa ne sarà
Cosa ne sarà è un singolo di Fabio Concato con "Paolo di Sabatino Trio" pubblicato nel 2011 dall'etichetta discografica Irma Records.

## Il disco
La canzone Cosa ne sarà, testo e musica di Paolo di Sabatino, è stata interpretata dal cantante Fabio Concato per  Irma Records, e fa parte del disco Voices realizzato da Paolo di Sabatino, autore delle musiche di tutte le canzoni interpretate dai cantanti Gino Vannelli, Iva Zanicchi, Grazia Di Michele, Peppe Servillo, Gegè Telesforo, Awa Ly.